# Federico Borromeo (1564–1631)
Federico Borromeo, forma spolszczona Fryderyk Boromeusz (ur. 18 sierpnia 1564 w Mediolanie, zm. 21 września 1631 tamże) – kardynał, arcybiskup Mediolanu. Był bratankiem świętego Karola Boromeusza. Kontynuował akcje charytatywne swego wuja oraz dbał o rozwój życia kulturalnego. Jego największym osiągnięciem była budowa (od 1603 roku) i udostępnienie w 1609 Biblioteki Ambrozjańskiej szerokiej publiczności. Uczestniczył w przygotowaniu Wulgaty klementyńskiej.

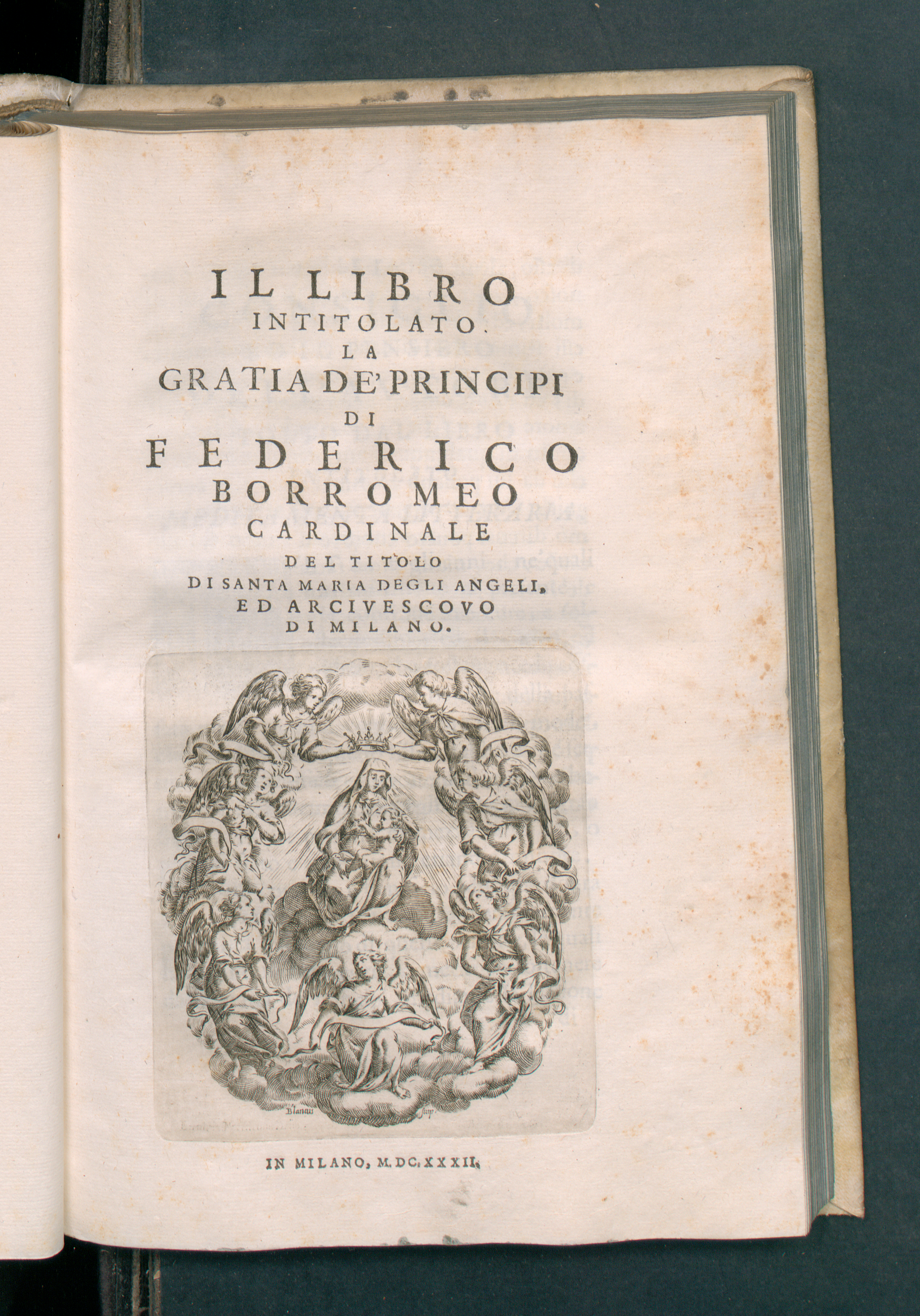
Gratia de' principi, 1632
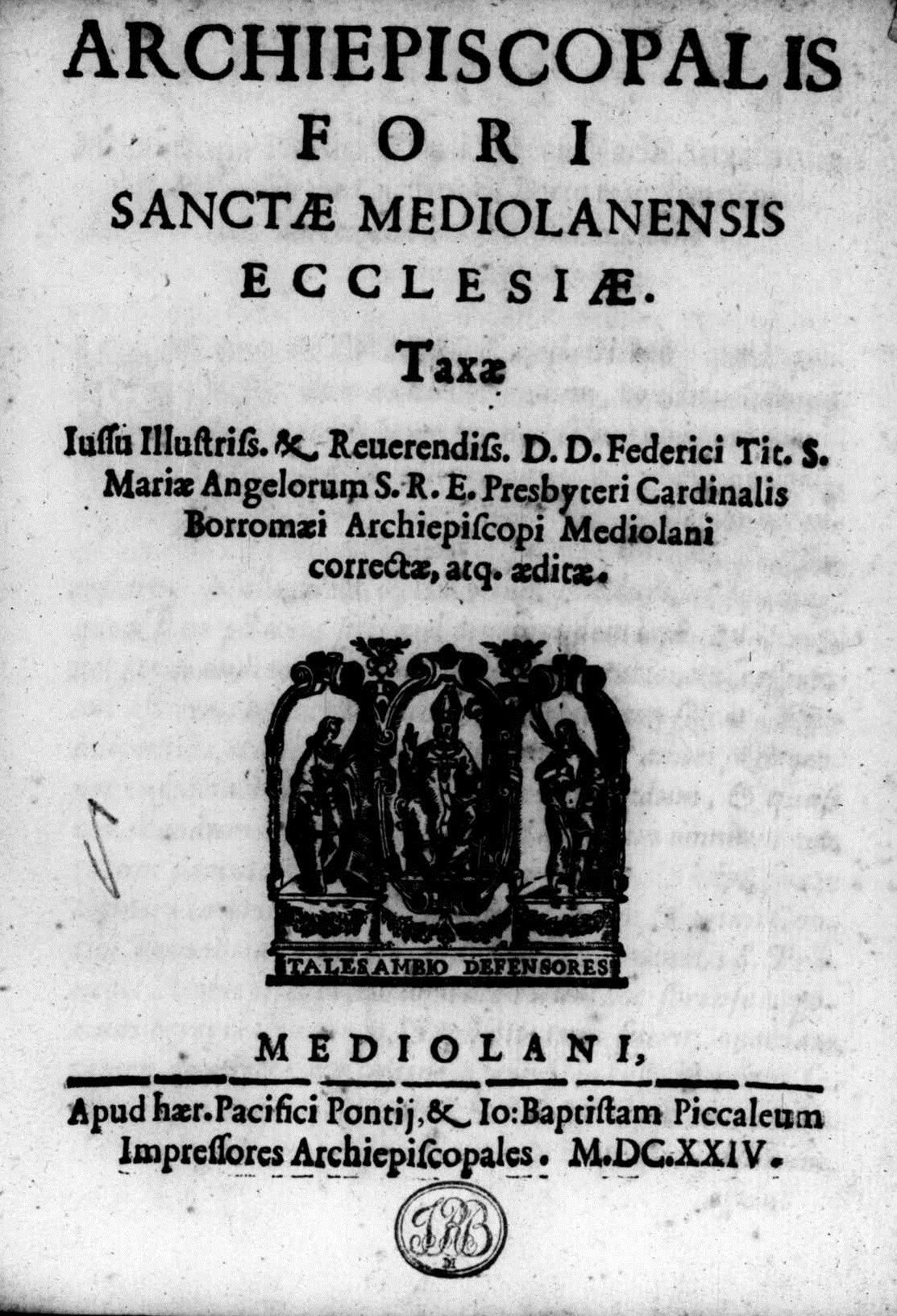
Archiepiscopalis fori Sanctae Mediolanensis Ecclesiae taxae, 1624